# 아워 프렌드
《아워 프렌드》(영어: Our Friend)는 2019년에 개봉한 미국의 로맨스, 드라마 영화이다.
 가브리엘라 카우퍼스웨이트가 감독을 브래드 잉글스비가 각본을 맡았다.
 미국은 2021년 1월 29일에 대한민국은 2023년 11월 22일에 개봉되었다.

## 줄거리
두 딸과 행복한 일상을 보내는 것처럼 보였던 니콜과 맷 부부

어느 날, 니콜이 암 선고를 받고 니콜의 병간호를 하던 맷은

현실에 치여 점점 무너지던 와중에 두 사람의 절친인 데인이

맷에게 도움의 손길을 내밀고 맷은 이를 받아들이는데

데인은 여자친구에게 잠깐만 도와주고 온다고 했지만

점점 그 기간은 길어지고 여자친구의 문제에 절친 부부의 문제도 드러나는데...

## 출연진

### 주연
- 다코타 존슨 - 니콜 티그 역
- 케이시 애플렉 - 맷 티그 역
- 제이슨 세걸 - 데인 포쇼 역

### 조연
- 이사벨라 카이 라이스 - 몰리 티그 역
- 존 맥코넬 - 글렌 해터웨이 역
- 제이슨 베일 - 릭 브래그 역
- 샘플리 바리나가 - 케니 역